# Gouvernement Prodi I
République italienne
Dini D'Alema I
Le gouvernement Prodi I (en italien : Governo Prodi I) est le 53e gouvernement de la République italienne entre le 18 mai 1996 et le 21 octobre 1998, sous la XIIIe législature du Parlement républicain.
Il est dirigé par l'indépendant Romano Prodi, successeur de Lamberto Dini à la suite de la victoire de la coalition de L'Olivier aux élections générales, et repose sur une coalition entre plusieurs partis de centre gauche. Il succède au gouvernement Dini et cède le pouvoir à Massimo D'Alema et à son premier gouvernement après le renoncement de Romano Prodi à la présidence du Conseil.

## Historique du mandat
Ce gouvernement est dirigé par le nouveau président du Conseil des ministres indépendant de centre gauche Romano Prodi, ancien ministre de l'Industrie. Il est constitué d'une coalition baptisée L'Olivier (L’Ulivo) entre le Parti démocrate de la gauche (PD), le Parti populaire italien (PPI), le Renouveau italien (RI), la Fédération des Verts (FdV) et l'Union démocratique (UD). Ensemble, ils disposent de 288 députés sur 630, soit 45,7 % des sièges de la Chambre des députés, et 156 sénateurs sur 325, soit 48 % des sièges du Sénat de la République.
Il bénéficie du soutien sans participation du Parti de la refondation communiste (PRC), le Parti populaire sud-tyrolien (SVP), l'Union valdôtaine (UV), le Mouvement pour la démocratie - Le réseau (La Rete), le Parti sarde d'action (PSd'Az), la Ligue Autonomie Vénétie et des indépendants. Ensemble, ils disposent de 39 députés, soit 6,2 % des sièges de la Chambre des députés, et de 25 sénateurs, soit 7,7 % des sièges du Sénat de la République.
Il est formé à la suite des élections générales anticipées du 21 avril 1996.
Il succède donc au gouvernement du technocrate Lamberto Dini, qui dispose du soutien sans participation du Parti démocrate de la gauche, de la Ligue du Nord, du Parti populaire, de centristes, de représentants des minorités linguistiques et d'indépendants.

### Formation
Le 15 mai 1996, le président de la République Oscar Luigi Scalfaro ouvre les consultations avec les forces politiques selon une procédure abrégée qui lui permet de limiter ses entretiens aux délégations des coalitions électorales, au lieu de recevoir les représentants de chacun des partis. À l'issue de ces pourparlers, il confie le lendemain au chef de file de L'Olivier Romano Prodi la charge de former le nouveau gouvernement de l'Italie, que ce dernier accepte « avec réserve ». Il revient le lendemain lever la réserve et présenter sa liste de ministres au chef de l'État. Romano Prodi prête serment dès ce 17 mai, tandis que son gouvernement est assermenté le lendemain, toujours au palais du Quirinal.
Après un premier conseil des ministres tenu le 21 mai, au cours duquel l'exécutif valide la nomination du ministre des Biens culturels Walter Veltroni comme vice-président du Conseil et les délégations accordées aux trois ministres sans portefeuille, le gouvernement Prodi I se soumet au vote de confiance des deux chambres du Parlement. Il obtient celle du Sénat le 24 mai par 173 voix pour et 139 voix contre, puis celle de la Chambre une semaine plus tard avec 322 oui et 299 non.

### Crises
En vertu de la résolution 1101 du Conseil de sécurité des Nations unies, les forces armées italiennes sont appelées à diriger l'opération Alba (it), une mission de maintien de la paix déployée en Albanie, alors en situation de guerre civile. Les 8 et 9 avril 1997, le Sénat puis la Chambre approuvent la participation de l'Italie à cette opération mais sans le soutien du Parti de la refondation communiste. En conséquence, Romano Prodi se rend auprès d'Oscar Luigi Scalfaro, et ce dernier l'invite à se soumettre à une vote de confiance dans chaque chambre. Les sénateurs accordent la leur par 162 voix pour et 81 voix contre le 10 avril, puis les députés font de même deux jours plus tard avec 321 votes favorables et 262 défavorables.
Une nouvelle crise au sein de la majorité parlementaire survient au début du mois d'octobre 1997, après que les groupes parlementaires du PRC ont annoncé leur intention de ne pas voter la future loi de programmation triennale des finances publiques. Le 9 octobre, après que le PRC a confirmé publiquement lors d'un débat à la Chambre des députés qu'il ne votera pas la loi de programmation, le président du Conseil des ministres se présente devant le président de la République et lui remet sa démission, ce dernier réservant sa décision de l'accepter ou non. Après cinq jours de consultation, Oscar Luigi Scalfaro invite Romano Prodi à vérifier qu'il bénéficie encore de la confiance des parlementaires. La Chambre confirme son soutien à l'exécutif le 16 octobre par 319 voix pour et 285 contre, puis le Sénat adopte peu après la même posture par 168 oui et 64 non. 
Un nouveau désaccord surgit entre le Parti de la refondation communiste et le gouvernement le 23 juin 1998, lorsque le groupe du PRC à la Chambre des députés indique son intention de voter contre le projet de loi de ratification du traité d'adhésion de trois ex-pays du bloc de l'Est à l'OTAN. Le texte est approuvé malgré l'opposition de Refondation communiste grâce au soutien de l'Union démocratique pour la République (it) (UDR) ainsi que l'abstention de Forza Italia (FI) et l'Alliance nationale (AN). Un mois plus tard, à l'issue de plusieurs rencontres et consultations, et en accord avec la consigne du président Scalfaro, Romano Prodi demande le 21 juillet la confiance du Sénat de la République, qui vote favorablement par 176 voix pour et 119 contre. La Chambre des députés en fait de même dès le lendemain par 324 votes favorables contre 269 défavorables.

### Succession
Sur proposition de son secrétaire Fausto Bertinotti, le PRC annonce le 25 septembre 1998 qu'il votera contre le prochain projet de loi de programmation triennal des finances publiques. Cette position est néanmoins critiquée par la majorité des groupes parlementaires de Refondation communiste. Lors d'un débat organisé sur la question à la Chambre des députés le 7 octobre, le président du groupe PRC Oliviero Diliberto indique ainsi que la majorité des députés votera en faveur de la confiance au gouvernement. Pourtant lors du scrutin, 313 élus s'expriment contre le soutien à l'exécutif, face à 312 pour ; Romano Prodi remet aussitôt sa démission à Oscar Luigi Scalfaro, qui le charge de la gestion des affaires courantes.
Le 13 octobre, après avoir consulté les forces politiques pendant trois jours, le président de la République confie au président du Conseil démissionnaire une mission exploratoire afin de vérifier l'existence d'une majorité parlementaire. À l'issue de ses propres entretiens, Romano Prodi informe deux jours plus tard Oscar Luigi Scalfaro que les conditions ne sont pas remplies pour former un nouvel exécutif. Le chef de l'État reprend ses entretiens et charge le 16 octobre Massimo D'Alema d'un mandat exploratoire identique. Le mandataire rend compte de son succès 48 heures plus tard et se voit officiellement charger de constituer le prochain gouvernement, mission qu'il accepte « avec réserve ». Massimo D'Alema lève la réserve le 21 octobre et présente à cette occasion la liste des ministres de son gouvernement, qui sont assermentés le jour même par le président de la République.

## Composition
| Poste | Titulaire | Titulaire                                            | Parti     |
| --- | --------- | ---------------------------------------------------- | --------- |
| Président du Conseil des ministres                                                                                 |           | Romano Prodi                                         | L'Olivier |
| Vice-président du Conseil des ministres Ministre pour les Biens culturels et environnementaux                      |           | Walter Veltroni                                      | PDS, DS   |
| Secrétaire d'État à la présidence du Conseil des ministres Secrétaire du Conseil des ministres                     |           | Enrico Micheli                                       | PPI       |
| Ministres sans portefeuille                                                                                        |           |                                                      |           |
| Ministre pour la Solidarité sociale                                                                                |           | Livia Turco                                          | PDS, DS   |
| Ministre pour l'Égalité des chances                                                                                |           | Anna Finocchiaro                                     | PDS, DS   |
| Ministre pour la Fonction publique et les Affaires régionales                                                      |           | Franco Bassanini                                     | PDS, DS   |
| Ministre pour les Relations avec le Parlement (14/03/1997)                                                         |           | Giorgio Bogi                                         | SR        |
| Ministres |           |                                                      |           |
| Ministre des Affaires étrangères                                                                                   |           | Lamberto Dini                                        | RI        |
| Ministre de l'Intérieur                                                                                            |           | Giorgio Napolitano                                   | PDS, DS   |
| Ministre de la Grâce et de la Justice                                                                              |           | Giovanni Maria Flick                                 | Aucun     |
| Ministre du Trésor, du Budget et de la Planification économique                                                    |           | Carlo Azeglio Ciampi                                 | Aucun     |
| Ministre des Finances                                                                                              |           | Vincenzo Visco                                       | PDS, DS   |
| Ministre de la Défense                                                                                             |           | Beniamino Andreatta                                  | PPI       |
| Ministre de l'Éducation Ministre de l'Enseignement supérieur et de la Recherche scientifique et technologique      |           | Luigi Berlinguer                                     | PDS, DS   |
| Ministre des Travaux publics                                                                                       |           | Antonio Di Pietro (jusqu'au 20/11, 1996) Paolo Costa | Aucun     |
| Ministre des Postes et des Télécommunications Ministre des Communications (01/08/1997)                             |           | Antonio Maccanico                                    | UD        |
| Ministre de l'Industrie, du Commerce et de l'Artisanat                                                             |           | Pier Luigi Bersani                                   | PDS, DS   |
| Ministre du Travail et de la Sécurité sociale                                                                      |           | Tiziano Treu                                         | RI        |
| Ministre du Commerce extérieur                                                                                     |           | Augusto Fantozzi                                     | RI        |
| Ministre de la Santé                                                                                               |           | Rosy Bindi                                           | PPI       |
| Ministre de l'Environnement                                                                                        |           | Edoardo Ronchi                                       | FdV       |
| Ministre des Ressources agricoles, alimentaires et forestières Ministre pour les Politiques agricoles (05/06/1997) |           | Michele Pinto                                        | PPI       |
| Ministre des Transports et de la Navigation                                                                        |           | Claudio Burlando                                     | PDS, DS   |